# Білий Ігнат Архипович

Ігнат Білий

Ігна́т Архи́пович Бі́лий (рос. Игна́т Архи́пович Би́лый) (1 січня 1887, хутір Добровільний Темрюцького повіту Кубанської області — 28 березня 1973, Нью-Йорк, США) — громадський і політичний діяч Кубанської Народної Республіки, прибічник політичного союзу російського козацтва з Україною.

## Біографія
Найактивніші представники козачої еміграції в Європі 1920—1930 років по-різному бачили майбутнє свого народу. Хтось мріяв про відновлення козачого життя в «єдиній і неділимій» імперській Росії, як це було за царя. А хтось бажав створення на Дону і Кубані незалежної держави — так званої «Козакії». Дуже часто прихильники «козакійства» вороже ставилися і до росіян, і до українців, бачачи західний кордон своєї держави аж на Дніпрі, але були серед «козакійців» і більш розумні діячі, що слушно тямили, що тільки разом, в дружній єдності, українці й донці матимуть шанс побороти деспотичний сталінський режим.
Найбільшим апологетом політичного союзу Дону й України в ці роки був Ігнат Білий. Народився він 1 січня 1887 року на хуторі Добровільному, що 1904 року перейменовано в станицю Ольгинську, в бідній козачій сім'ї. Приналежність до козацького стану з одного боку, і українське оточення, в якому він зростав, з іншого, зробили Ігната Білого дуже чутливим як до козачих, так і до українських проблем. В епоху Визвольних змагань, ставши одним із діячів незалежної Кубанської Народної Республіки, Білий постійно агітував за політичний союз Кубані і України, декілька разів очолюючи дипломатичну місію від кубанського уряду до уряду УНР. Сумну звістку про знищення більшовиками Кубанської республіки Ігнат Білий зустрів саме в Україні, ставши майже відразу, по знищенні більшовиками УНР, політичним емігрантом у Польщі, звідки незабаром перебрався до Чехословаччини. Ось що пише про Ігната Білого дослідник Сергій Ткачов:
| «Варто зупинитися на характеристиці цієї постаті. Він походив з чорноморських козаків, в середовищі яких завжди жило усвідомлення своїх запорозьких коренів. Тому не випадково після революції саме Ігнату Білому кубанці доручили встановити контакти з новою владою на Україні. Завданням місії було виробити спільне ставлення України й Кубані до подій в Росії. На жаль, ні М. Грушевський, ні В. Винниченко не побачили в цій пропозиції історичного шансу. Їх відмова мотивувалася небажанням співпрацювати з генералами. А Ігнат Білий відтоді став козацьким дипломатом. В липні 1920 р. кубанським урядом він відряджається послом в Польщу та Україну. Восени кубанець був прийнятий Ю. Пілсудським. Військовий керівник польської держави обговорював з ним можливість спільної боротьби проти імперіалістичного реваншу з боку царських генералів і інтернаціоналістичних зазіхань більшовиків. Пілсудський підтримував ідею козацької автономії чи навіть створення окремої держави. На його думку, варті були підтримки будь-які спроби руйнації фундаменту російського імперіалізму. Коли почались бойові дії на польсько-радянському фронті, Ігнат Білий знаходиться на передовій в рядах армії УНР. З її підрозділами він був інтернований. З цього часу, мабуть, посилюються його вагання в державно-політичній орієнтації. Після невдач в українських лавах, він разом з М. Гнилорибовим та М. Фроловим починає видавати першу самостійницьку газету козаків за кордоном «Голос Казачества». Але в листопаді 1921 р. польські власті за вимогою Москви вислали Гнилорибова разом з Б. Савінковим за межі держави. Дещо морально послаблені, Білий і Фролов видають газету до травня 1922 р. В кінці цього року Ігнат Білий знову повертається до кола української еміграції. Він поступає на роботу асистентом в Українську академію в Подєбрадах, згодом закінчує політехніку в Празі»[3]. |
Але козацьке відчуття ніколи не залишало души Ігната Білого. Там же, у Празі, він розпочинає видання двомовного журналу «Вольное казачество — Вільне Козацтво», що дуже скоро став знаменом політичної боротьби за незалежну Козакію. Журнал виходив двічі на місяць українською та російською мовами. Таким чином цей часопис пропагував серед донських козаків повагу та пошану до української мови, а козаків-кубанців учив не забувати свого предківського українського коріння. Емблемою журналу став «вершник на вороному коні з прапором Вільного Козацтва». Саме ж ім'я «вільного козацтва» натякало собою на Епоху Визвольних Змагань, коли добровольчі загони «вільних козаків» створювалися та діяли скрізь в Україні та на Кубані.
1928 року у Празі Ігнат Білий видає свою книгу «Казачьи Земли. Территория и народонаселение». У ній, між іншим, він спробував проаналізувати, як складуватимуться відношення поміж козаками і українцями як всередині незалежної «Козакії», так і за її межами, у міждержавних стосунках України з «Козацькою Землею»:
| «Следующей за казачеством национальной группой населения Казачьих Земель (по целому комплексу их), являются украинцы. Отсюда ясно, что в своей внутренней политике, как и при строительстве самой государственности Казачьих Земель, Казачеству нужно будет сговориться прежде всего с этим своим соседом. «Блок» казаче-украинский составляет внушительное большинство всего народонаселения Казачьих Земель. Элементом, связующим эти две первые по величине группы населения, должны явиться, естественно, кубанцы – казаки-украинцы. Политика внутренняя обусловливает во многом политику внешнюю. Подчеркнутое выше соотношение внутренних сил в Казачьих Землях предопределяет и будущие государственные взаимоотношения с Украиной. Каковым бы в будущем Казачье Государство не было, оно немыслимо при враждебных отношениях с Украиной. Украина, опираясь на украинское население Казачьих Земель, всегда имела бы возможность парализовать тем враждебные против себя действия. Мир и союз Казачьих Земель с Украиной, как и мир казаков с местным украинским населением– являются хорошими, действительными предпосылками и базой для будущей Казачьей Государственности»[4]. |
Як бачимо, Ігнат Білий був послідовним прихильником ідеї державної незалежності Козачих Земель у політичному союзі з незалежною Українською державою. І саме за це люто ненавиділи Ігната Білого імперські російські емігранти, у збоченій уяві яких не існувало ніякої України, а була лише Малоросія — вічна колонія Російської імперії. За наклепами цих великодержавних російських емігрантів Білого було заарештовано під час його поїздки до Югославії, уряд якої знаходився під значним впливом російського білогвардійського лобі. Зазнав він тюремних тортур і у Парижі, де продовжував видавати «Вільне Козацтво» та зустрів початок Другої Світової війни. Усі ці негаразди змусили Гната Білого уїхати до Америки, де він і закінчив своє земне життя 1973 року.